# Schiffornithinae
Schiffornithinae es una subfamilia de aves paseriformes perteneciente a la familia Tityridae, cuyas especies se distribuyen ampliamente por la América tropical (Neotrópico).

## Taxonomía
La existencia de la familia Tityridae (aunque tratada simplemente como un clado) fue propuesta primero en 1989 sobre la base de la morfología de varios caracteres de la siringe y el esqueleto. La existencia de esta familia ha sido luego confirmada por múltiples estudios involucrando análisis de ADN mitocóndrico y ADN nuclear. La Propuesta N° 313 al South American Classification Committee (SACC), siguiendo los estudios de filogenia molecular de Ohlson et al. (2007), aprobó la adopción de la nueva familia Tityridae.

La evidencia sugiere que existen dos clados basales dentro de esta familia, el primero incluyendo los géneros Schiffornis, Laniocera, y Laniisoma (con una fuerte sustentación por el método de remuestreo estadístico Bootstrapping), y la segunda incluye a Iodopleura, Tityra, Xenopsaris, y Pachyramphus (con pobre sustentación por bootstraping).

Los amplios estudios genético-moleculares de Tello et al. (2009) y Ohlson et al. (2013) descubrieron una cantidad de relaciones novedosas dentro de los paseriformes subóscinos que todavía no están reflejados en la mayoría de las clasificaciones. Específicamente para la familia Tiryridae, corroboraron las tesis anteriores y propusieron las subfamilias Schiffornithinae y Tityrinae Gray, GR, 1840.

## Lista de géneros
Según el ordenamiento propuesto, la presente subfamilia agrupa a los siguientes géneros:

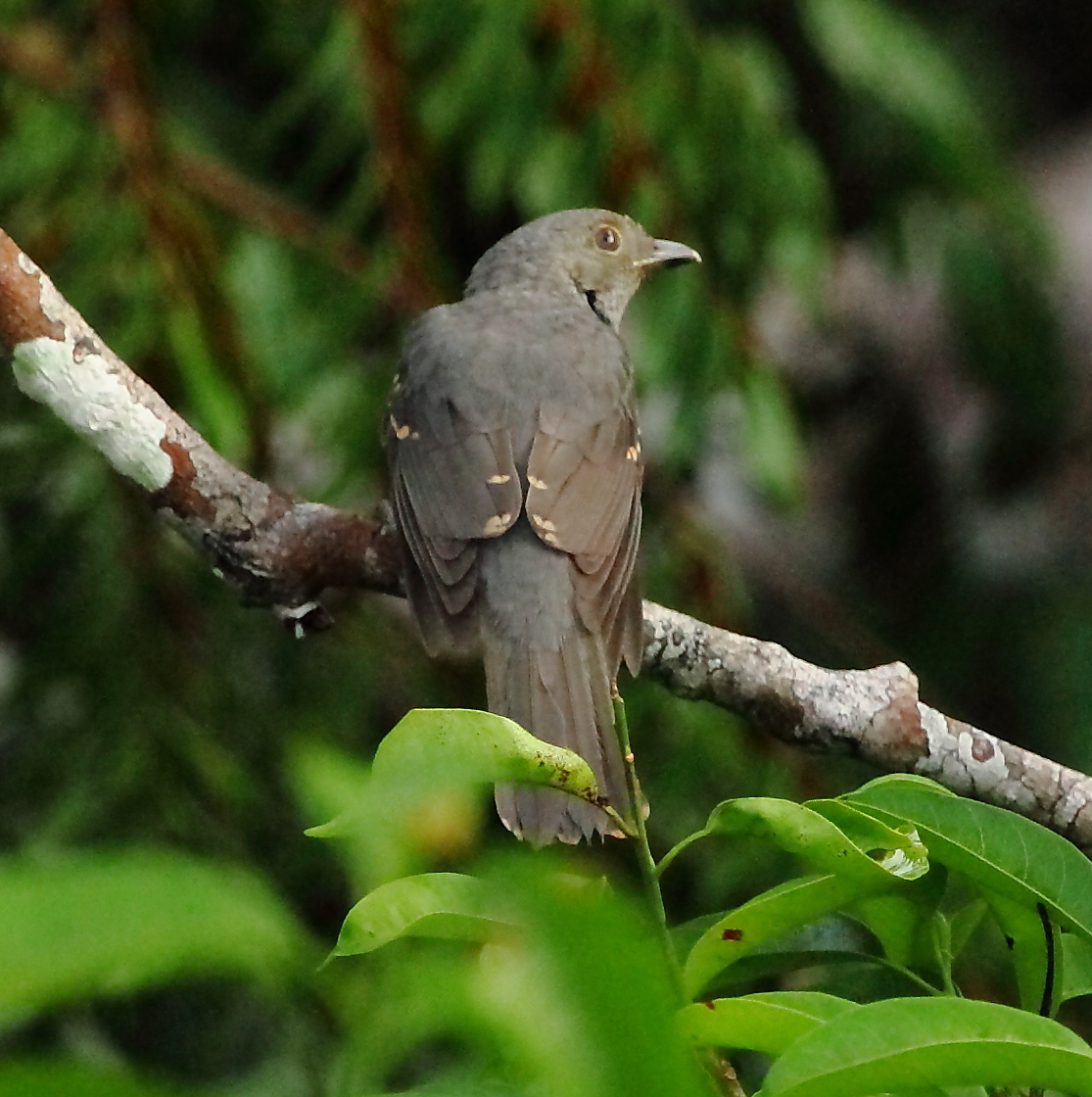
Laniocera hypopyrra

- Schiffornis

- Laniocera
- Laniisoma